# Giải thưởng Điện ảnh Hồng Kông lần thứ 21
Giải thưởng Điện ảnh Hồng Kông lần thứ 21 được tổ chức ngày 21 tháng 4 năm 2002 tại Trung tâm văn hóa Hồng Kông, Hồng Kông. Dẫn chương trình là các nghệ sĩ Tằng Chí Vĩ, Diệp Đồng và Bành Tình. Bộ phim thành công nhất trong lễ trao giải là Đội bóng Thiếu Lâm với 6 giải. Ngoài các hạng mục thông thường, Giải thưởng Điện ảnh Hồng Kông còn lập thêm hạng mục Phim châu Á xuất sắc nhất, tác phẩm được trao giải này là Sen to Chihiro no Kamikakushi, bộ phim hoạt hình của đạo diễn Miyazaki Hayao.

## Danh sách các đề cử và giải thưởng
| Phim hay nhất                                          | Phim hay nhất                   | Phim hay nhất |
| Phim                                                   | Tên tiếng Anh                   |               |
| ------------------------------------------------------ | ------------------------------- | ------------- |
| Đội bóng Thiếu Lâm (少林足球)                          | Shaolin Soccer                  |               |
| Bắc Kinh nhạc dữ lộ (北京樂與路)                       | Beijing Rocks                   |               |
| Nam nhân tứ thập (男人四十)                            | July Rhapsody                   |               |
| Sấu thân nam nữ (瘦身男女)                             | Love on a Diet                  |               |
| Lam Vũ (藍宇)                                          | Lan Yu                          |               |
| Đạo diễn xuất sắc nhất                                 |                                 |               |
| Đạo diễn                                               | Phim                            |               |
| Chu Tinh Trì                                           | Đội bóng Thiếu Lâm              |               |
| Hứa An Hoa                                             | Nam nhân tứ thập                |               |
| Đỗ Kì Phong Vi Gia Huy                                 | Sấu thân nam nữ                 |               |
| Quan Cẩm Bằng                                          | Lam Vũ                          |               |
| Kịch bản hay nhất                                      |                                 |               |
| Biên kịch                                              | Phim                            |               |
| Ngạn Tây                                               | Nam nhân tứ thập                |               |
| Chu Tinh Trì Tằng Cẩn Xương                            | Đội bóng Thiếu Lâm              |               |
| GC Goo Bi                                              | Merry-Go-Round                  |               |
| Cốc Đức Chiêu Bành Hạo Tường                           | Mãi hung phách nhân             |               |
| Ngụy Thiên Ân                                          | Lam Vũ                          |               |
| Nam diễn viên chính xuất sắc nhất                      |                                 |               |
| Diễn viên                                              | Phim                            |               |
| Chu Tinh Trì                                           | Đội bóng Thiếu Lâm              |               |
| Trương Học Hữu                                         | Nam nhân tứ thập                |               |
| Lưu Đức Hoa                                            | Sấu thân nam nữ                 |               |
| Hồ Quân                                                | Lam Vũ                          |               |
| Lưu Diệp                                               | Lam Vũ                          |               |
| Nữ diễn viên chính xuất sắc nhất                       |                                 |               |
| Diễn viên                                              | Phim                            |               |
| Trương Ngải Gia                                        | Địa cửu thiên trường            |               |
| Trịnh Tú Văn                                           | Sấu thân nam nữ                 |               |
| Trịnh Tú Văn                                           | Đồng cư mật hữu                 |               |
| Trịnh Tú Văn                                           | Chung Vô Diệm                   |               |
| Mai Diễm Phương                                        | Nam nhân tứ thập                |               |
| Nam diễn viên phụ xuất sắc nhất                        |                                 |               |
| Diễn viên                                              | Phim                            |               |
| Hoàng Nhất Phi                                         | Đội bóng Thiếu Lâm              |               |
| Đàm Diệu Văn                                           | Dã thú chi đồng                 |               |
| Lý Vĩ Thượng                                           | Đẳng đãi đổng kiến hoa phát lạc |               |
| Lâm Gia Đống                                           | Ái quân như mộng                |               |
| Nhậm Đạt Hoa                                           | Hoảng tâm giả kỳ                |               |
| Nữ diễn viên phụ xuất sắc nhất                         |                                 |               |
| Diễn viên                                              | Phim                            |               |
| Lâm Gia Hân                                            | Nam nhân tứ thập                |               |
| Hà Siêu Nghi                                           | Địa cửu thiên trường            |               |
| Huệ Anh Hồng                                           | U linh nhân gian                |               |
| Diệp Đồng                                              | Quyền thần                      |               |
| Tô Cấn                                                 | Lam Vũ                          |               |
| Diễn viên mới xuất sắc nhất                            |                                 |               |
| Diễn viên                                              | Phim                            |               |
| Lâm Gia Hân                                            | Nam nhân tứ thập                |               |
| Chu Lệ Kì                                              | Ngọc nữ thiêm đinh              |               |
| Chu Tuấn Vĩ                                            | Merry-Go-Round                  |               |
| Quách Thiện Dư                                         | Pha lê thiếu nữ                 |               |
| Thái Trác Nghiên                                       | Thường tại ngã tâm              |               |
| Chỉ đạo hành động xuất sắc nhất                        |                                 |               |
| Chỉ đạo                                                | Phim                            |               |
| Đổng Vĩ Thành Gia Ban                                  | Đặc vụ mê thành                 |               |
| Trình Tiểu Đông                                        | Đội bóng Thiếu Lâm              |               |
| Trình Tiểu Đông                                        | Ngã đích dã man đồng học        |               |
| Nguyên Khuê                                            | Quyền thần                      |               |
| Viên Hòa Bình Nguyên Bân Cốc Hiên Chiêu Viên Tín Nghĩa | Thục Sơn truyện                 |               |
| Phim châu Á xuất sắc nhất                              |                                 |               |
| Phim                                                   | Đạo diễn - Quốc gia             |               |
| Sen to Chihiro no Kamikakushi                          | Miyazaki Hayao · Nhật Bản       |               |
| Nhất nhất                                              | Dương Đức Xương · Đài Loan      |               |
| Haepi-endeu                                            | Chung Ji Woo · Hàn Quốc         |               |
| Ngã đích huynh đệ tả muội                              | Trung Quốc                      |               |
| Tẩy táo                                                | Trương Dương · Trung Quốc       |               |